# Степени прожарки мяса
Степень прожарки мяса — критерий, определяющий уровень готовности/тепловой обработки блюда и характеризующийся, прежде всего, его внутренней температурой, определяющей также цвет в разрезе и сочность. Данный критерий используется, прежде всего, для блюд из жареной говядины/телятины (стейки, бифштексы, котлеты для бургеров и др.)

## Степени прожарки
Классификация, предлагаемая в американских и российских источниках (к примеру, «Гид по мясу») описывает семь степеней прожарки, что является общепринятой нормой. В классификацию не входит сырое мясо, используемое, к примеру, при изготовлении карпаччо. Указываемая температура  — на момент снятия с огня; для точности рекомендуется использование специальных термометров.
- полностью непрожаренное  (экстра-рэйр, от англ. extra rare, также blue rare или blue) — прогретый до 46—49 °C; сырой, но не холодный;
- с «кровью» (красным соком) (рэйр, англ. rare) — непрожаренное мясо (обжаренное снаружи, красное внутри) с красным соком, прогретое до 49—55 °C (готовится 2—3 мин при 200 °C);
- слабой прожарки (медиум рэйр, англ. medium rare) — непрожаренное мясо, с соком ярко выраженного розового цвета и прогревом до 55—60 °C (готовится 4—5 мин при 190—200 °C);
- средней прожарки (медиум, англ. medium) — среднепрожаренное мясо со светло-розовым соком внутри и прогревом до 60—65 °C (готовится 6—7 мин при 180 °C);
- почти прожаренное (медиум велл, англ. medium well) — мясо с прозрачным соком и прогревом до 65—69 °C (готовится 8—9 мин при 180 °C);
- прожаренное (велл дан, англ. well done) — полностью прожаренное мясо почти без сока, прогретое до 71—100 °C (готовится 8—9 мин при 180 °C с доготовкой);
- сильно прожаренное (ту велл дан, англ. too well done, overcooked) — полностью прожаренное мясо совсем без сока и прогретое до температуры свыше 100 °C.

В российских стейк-хаусах, в результате спонтанно сложившихся правил, принято использовать при заказе английские термины (велл данн, медиум велл и так далее). 
Полную готовность мяса можно измерить с помощью специального устройства — термощупа, где для каждого вида мяса указана своя температура: говядина (beef) — 68°; телятины (veal) — 77°; баранина (lamb) — 81°; свинина (pork) — 85°; курица (chicken) — 90°.

## Рекомендации и ограничения
Министерство сельского хозяйства США, во избежание возможных пищевых отравлений, рекомендует при изготовлении пищи следующие температурные параметры прожарки: не менее 160 °F (71.1 °C) для гамбургеров, рулетов и других блюд из говяжьего фарша, а также субпродуктов. Для стейков и других видов натурального мяса минимальная рекомендованная температура прожарки составляет 145 °F (62.8 °C). Рекомендуется также выдерживать блюда на протяжении не менее трех минут после их снятия с огня.
«Неполная» прожарка допустима только для говядины, телятины, баранины, утки и некоторых других видов мяса, причём мясо должно быть  высокого качества, а также, к примеру, тунца. Категорически не рекомендуется неполная прожарка для свинины (только полноценное приготовление уничтожает многочисленные содержащиеся в ней микроорганизмы).